# Cognitive Computation
 (mars 2022).
Si vous disposez d'ouvrages ou d'articles de référence ou si vous connaissez des sites web de qualité traitant du thème abordé ici, merci de compléter l'article en donnant les références utiles à sa vérifiabilité et en les liant à la section « Notes et références ».
Cognitive Computation est une revue scientifique internationale à comité de lecture, interdisciplinaire qui publie des articles sur les aspects des systèmes cognitifs naturels et artificiels. La revue est publiée par Springer Science+Business Media.

## Description
La revue se veut une plate-forme pour la recherche dans la discipline émergente de calcul cognitif qui jette un pont entre les sciences de la vie, les sciences sociales, l'ingénierie, les sciences physiques et mathématiques et les sciences humaines.
Cognitive Computation publie des contributions originales utilisant des études théoriques, computationnelles, expérimentales et intégratives dans les systèmes cognitifs, y compris  en intelligence artificielle, les réseaux neuronaux, l'ingénierie cognitive, la robotique cognitive, les systèmes cognitifs autonomes, la nanotechnologie neuroscientifique, les systèmes auto-organisés, en essaim et immunitaires, les systèmes complexes et la théorie du contrôle, et la neuroscience cognitive computationnelle.
La revue a été créée en 2009. En 2022, le rédacteur en chef est Amir Hussain, Edinburgh Napier University. La revue publie un volume annuel composé de six numéros ; certains numéros sont consacrés à des thèmes précis.

## Résumé et indexation
La revue est indexée et des résumés sont  publiés dans les bases de données suivantes : Science Citation Index Expanded (SciSearch), Journal Citation Reports/Science Edition, SCOPUS, PsycINFO, Google Scholar, Academic OneFile, Current Contents/Engineering, Computing and Technology, DBLP, EI-Compendex, OCLC, SCImago, Summon by Serial Solutions, Neuroscience Citation Index.
Le facteur d'impact JCR  de 2020 est de 5,418 (la revue est classée dans le premier quartile  de la catégorie informatique et intelligence artificielle)  et de 0,86 dans la catégorie « Computer Science Applications »